# (3374) Namur
(3374) Namur ist ein Asteroid des äußeren Hauptgürtels, der am 22. Mai 1980 von dem belgischen Astronomen Henri Debehogne am La-Silla-Observatorium der Europäischen Südsternwarte in Chile (IAU-Code 809) entdeckt wurde.
Der Asteroid ist Mitglied der Koronis-Familie, einer Gruppe von Asteroiden, die nach (158) Koronis benannt ist. Die zeitlosen (nichtoskulierenden) Bahnelemente von (3374) Namur sind fast identisch mit denjenigen von elf kleineren Asteroiden, wenn man von der Absoluten Helligkeit ausgeht, zum Beispiel (50898) 2000 GF47.
Die Bahn von (3374) Namur um die Sonne ist mit einer Exzentrizität von 0,0124 noch kreisförmiger als diejenige der Erdbahn, die 0,0167 beträgt.
Nach der SMASS-Klassifikation (Small Main-Belt Asteroid Spectroscopic Survey) wurde bei einer spektroskopischen Untersuchung von Gianluca Masi, Sergio Foglia und Richard P. Binzel (3374) Namur der taxonomischen Klasse der S-Asteroiden zugeordnet.
(3374) Namur wurde am 12. Dezember 1989 nach der wallonischen Stadt Namur benannt, in der Henri Debehogne an der Universität von Namur studiert hatte.